# آنخل سانچس (بازیکن بیسبال)
آنخل سانچس (اسپانیایی: Ángel Sánchez‎؛ زادهٔ ۲۸ نوامبر ۱۹۸۹) بازیکن بیس‌بال اهل جمهوری دومینیکن است.
وی در مسابقات کشوری و بین‌المللی در مجموع برندهٔ ۱ مدال برنز شده‌است.